# 冯方女
冯方女（？—197年），袁术之妾，在史书中被记载为天姿国色的美人，曹丕的《典论》曾提及。

## 生平
冯氏是东汉朝廷司隶校尉冯方的女儿，是著名的绝色美女，汉末因为战乱避难于扬州。袁术登城看到她十分喜悦，就以她为侧室，非常宠爱她。
袁术的其他妻妾嫉妒她的美色和受宠，对冯方女说袁术喜欢有大志的人，如果见到袁术的时候用哭泣显示忧愁就会更受到敬重了，冯方女同意她们的意见于是照做，袁术见状亦认为她有大志而更加怜爱她了，于是众女一起绞杀她，吊死在厕所梁门上，都说她是悲伤而死的，袁术也确实认为冯方女心中不如意而死，于是厚葬了她。

## 轶事
馮方女有千金宝镊，插之增媚。

## 名字
錢大昭認為馮方女生父為馮芳，但誤寫作馮方。但馮芳並非司隶籍。有人認為馮方女其名就是方女。

## 艺术形象
- 在《三国演义》中，袁术称帝时，以冯方女为皇后。
- 在《三国杀》Online版本中被称为冯方女；十周年版本中被称为冯妤，被袁术妾室董绾所杀。